# Villa Rivière
La villa Rivière, anciennement villa Desvignes, est une maison remarquable de l'île de La Réunion, département et région d'outre-mer français dans le sud-ouest de l'océan Indien. Située au 34, rue du Commerce, à Saint-Paul, elle est inscrite aux Monuments historiques depuis le 13 mars 1990, y compris la cour et les dépendances,.

## Description
Villa créole typique construite à la fin du XVIIIe siècle, de style néoclassique, en pierre de basalte et bois, elle est bâtie sur un plan barlong comprenant un corps de bâtiment en pierre et une façade en bois, avec varangue et pilastres. Sur deux niveaux la villa réunit tous les canons de la composition classique et présente une authenticité architecturale rare : distribution intérieure, aménagement, corniches à denticules, varangues avec garde-corps à balustre chantournées, piliers pyramidaux massifs, dallage de marbre à cabochons, murs en bardeaux, fronton à motifs géométriques, parquets en bois endémiques ou rares… Comme de coutume, la cuisine d’origine est située à l’extérieur de la Villa avec les dépendances.
Depuis sa construction, l’immeuble est resté en mains privées et la Villa a été ouverte à la visite pour la première fois en 2008. 
La Villa Rivière est ouverte à la visite au public. 